# Per Jonas Edberg
Per Jonas Edberg (i riksdagen kallad Edberg i Borgsjö), född 17 april 1878 i Borgsjö socken, död där 6 augusti 1957, var en svensk hemmansägare och politiker (Bondeförbundet). 
Edberg var riksdagsledamot i andra kammaren 1918-1921, 1929-1932 och från 1945, invald i Västernorrlands läns valkrets. Motionerade om
anslag till vägar om elektrifiering av avlägset liggande bygder och om jaktvårdsfrågor.